# Mignano Monte Lungo
Mignano Monte Lungo – miejscowość i gmina we Włoszech, w regionie Kampania, w prowincji Caserta.
Według danych na rok 2004 gminę zamieszkiwało 3310 osób, 63,7 os./km².